# Rijksweg 5
Der Rijksweg 5 ist eine Autobahn in der niederländischen Provinz Nordholland, welche in Nord-Süd-Richtung verläuft und mit einer Länge von 17 km eine der kürzesten Autobahnen der Niederlande ist. Sie beginnt Nahe dem Knooppunt Coenplein und verläuft über Knooppunt Raasdorp im Westen von Amsterdam weiter durch den „Rolbaantunnel“ zum Knotenpunkt De Hoek, wo Anschluss an die A4 besteht. Die Autobahn dient als Abkürzung für den Verkehr aus Südholland in Richtung Norden über die A9 nach Haarlem und Den Helder und soll in Zukunft den Autobahnring insbesondere die A10 entlasten.
Der „Rolbaantunnel“ unterquert einen Rollweg des Flughafens Schiphol. Dieser Rollweg führt zur Start- und Landebahn mit dem Namen „Polderbaan“. Genaugenommen verläuft die Autobahn zwischen den parallel verlaufenden Startbahnen „Polderbaan“ und „Zwanenburgbaan“, also gewissermaßen durch den Flughafen Schiphol hindurch. Südlich des „Rolbaantunnel“ verläuft zusätzlich noch der unterquerte Rollweg unmittelbar neben der Autobahn entlang. An den Wänden des Tunnels sind Mosaike mit Motiven aus der Luftfahrt angebracht.
Seit 2009 wurde die A5 unter dem Namen „Westrandweg“ weiter in Richtung Norden verlängert. Dafür wurde ein neuer Tunnel unter dem Nordseekanal hindurch gegraben. In unmittelbarer Nähe existiert schon ein Tunnel der A10, dieser ist jedoch zur Hauptverkehrszeit stark überlastet. Der neue Tunnel öffnete im Mai 2013.

## Bildergalerie

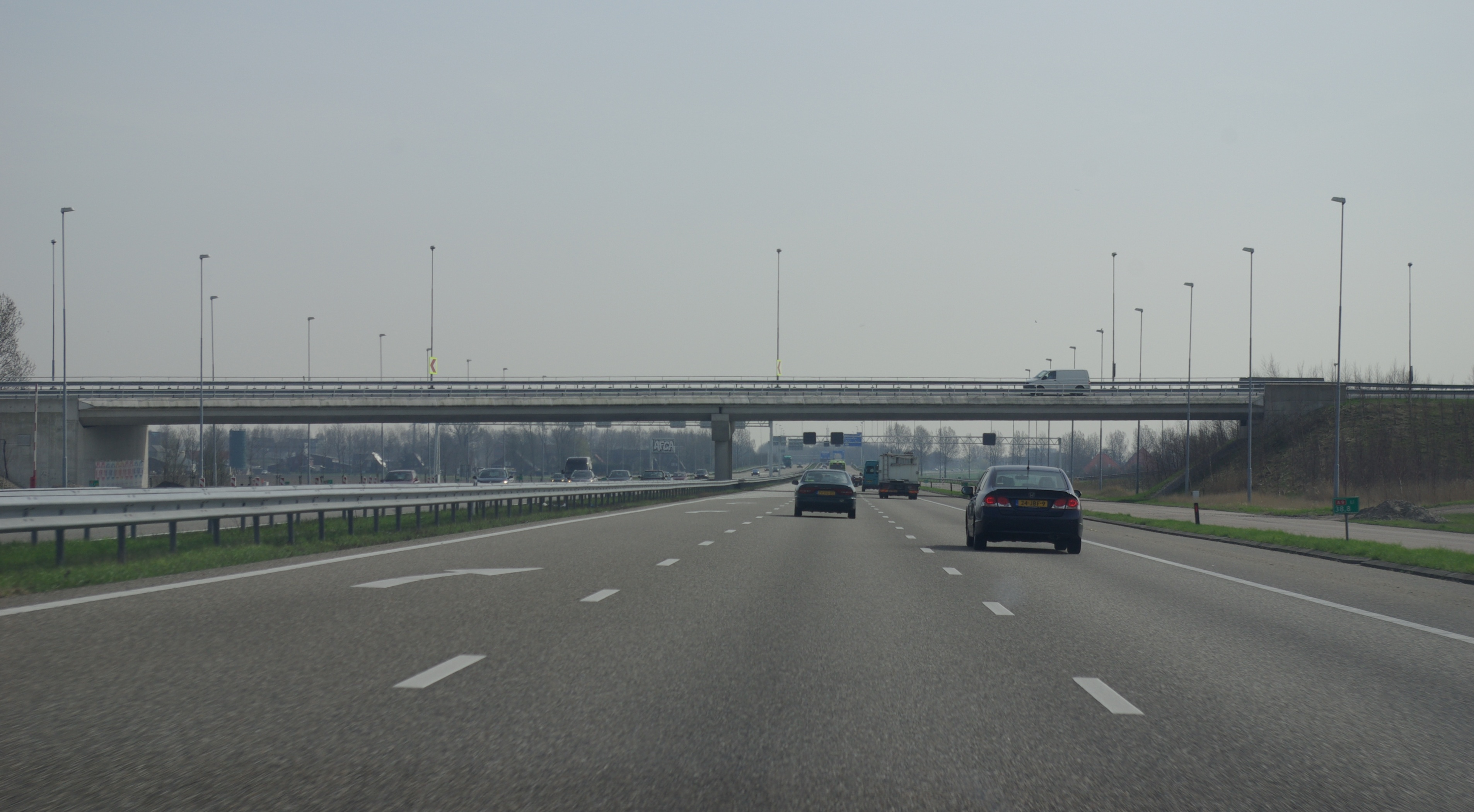
Brücke der A5 über der A9 am knooppunt Raasdorp, 2010
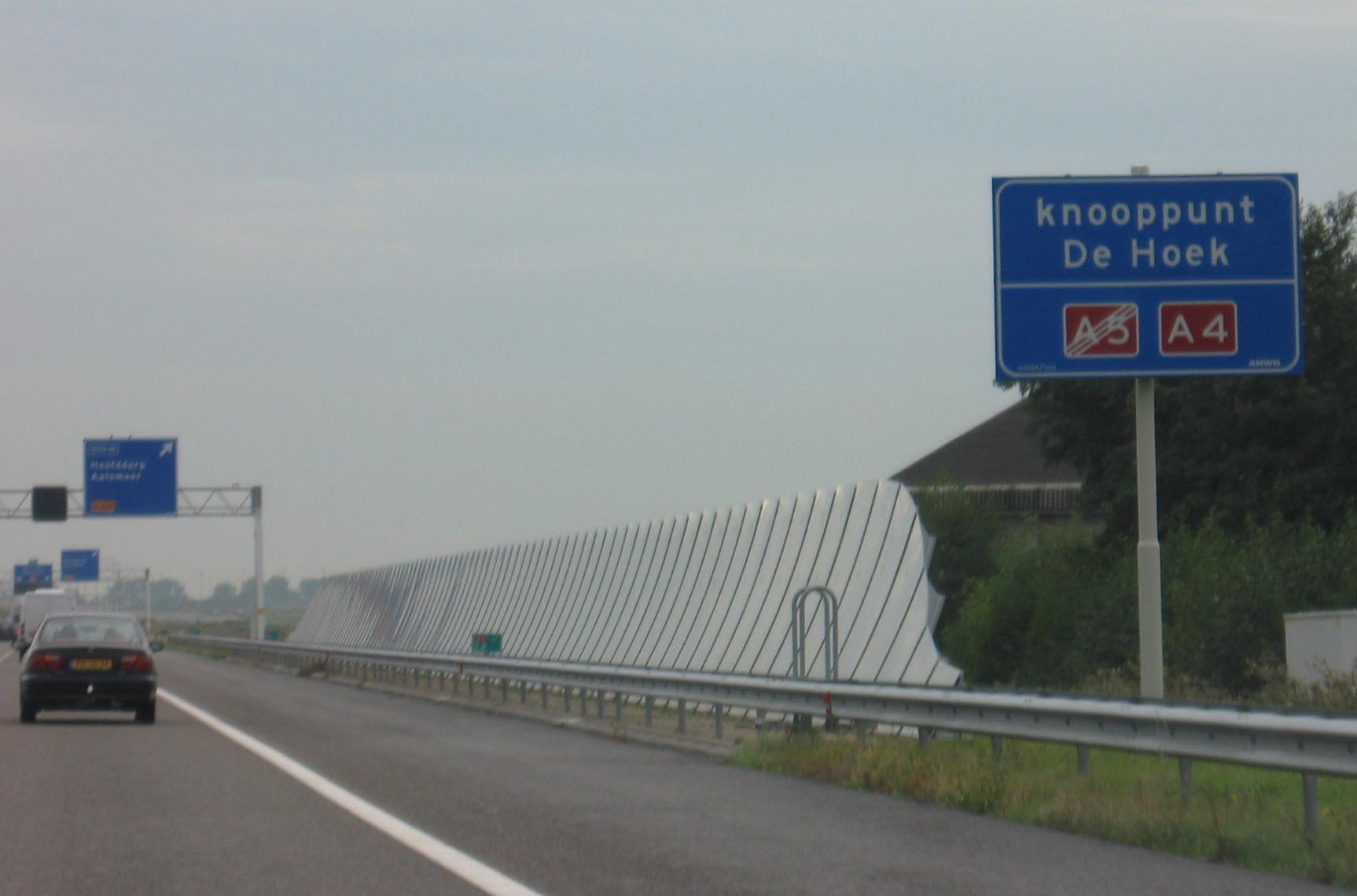
Die A5 am knooppunt De Hoek, 2006